# Canton du Mas-d'Agenais
Le canton du Mas-d'Agenais est une ancienne division administrative française située dans le département de Lot-et-Garonne, en région Aquitaine.

## Géographie
Ce canton était organisé autour du Mas-d'Agenais dans l'arrondissement de Marmande. Son altitude variait de 17 m (Caumont-sur-Garonne) à 133 m (Samazan) pour une altitude moyenne de 45 m.

## Administration

### Conseillers généraux de 1833 à 2015
| Période                                  | Période           | Identité                            | Étiquette                | Qualité |
| ---------------------------------------- | ----------------- | ----------------------------------- | ------------------------ | --- |
| 1833                                     | 1836              | M. Laperche aîné                    |                          | Négociant à Tonneins |
| 1836                                     | 1848              | Vicomte Alphonse de Cambis d'Oms    |                          | Ancien sous-préfet de Saint-Affrique Propriétaire au Mas-d'Agenais et à Salindres (Gard)                                                           |
| 1848                                     | 1852              | Jean Alphonse Dèche                 |                          | Avocat à Lagruère |
| 1852                                     | 1860 (décès)      | Louis-Émile Tartas                  | Droite                   | Général de division, député (1848-1851) |
| 1860                                     | 1870              | Antoine Alexandre Paul Denelle      |                          | Ancien chef de bureau au ministère des Finances Maire du Mas-d'Agenais                                                                             |
| 1870                                     | 1871              | Elisée Arnaud de Lançon de Lostière |                          | Maire de Samazan (1863-1896) |
| 1871                                     | 1871 (annulation) | Alcide Tréjant                      | Républicain              | Conseiller municipal de Marmande |
| 1871                                     | 1880              | Vicomte Olivier de Luppé            | Droite                   | Ancien auditeur au Conseil d'État, propriétaire à Villeton                                                                                         |
| 1880                                     | 1886              | Jean-Baptiste Schneider             | Républicain              | Maire du Mas-d'Agenais (1878-1881) |
| 1886                                     | 1892              | Olivier de Luppé                    | Droite                   | Ancien auditeur au Conseil d'État, propriétaire au Mas-d'Agenais                                                                                   |
| 1892                                     | 1899 (décès)      | Léopold Clément                     | Républicain              | Maire de Sénestis (1877-1899) |
| 1899                                     | 1904              | Jean Dèche                          | Républicain Nationaliste | Médecin - Maire de Calonges Député (1902-1906) |
| 1904                                     | 1913 (décès)      | Louis Tauzin                        | Républicain              | Maire de Fourques-sur-Garonne (1899-1902) |
| 1919                                     | 1934              | Joseph Laffue                       | RG                       | Président du syndicat des planteurs de tabac du Lot-et-Garonne, Tonneins                                                                           |
| 1934                                     | 1940              | Renaud Jean                         | PC-SFIC                  | Maire de Samazan (1919-1961) Député (1920-1928 et 1932-1940)                                                                                       |
|                                          |                   |                                     |                          | |
| 1945                                     | 1961              | Renaud Jean                         | PCF                      | Maire de Samazan (1919-1961) Député (1920-1928 et 1932-1940)                                                                                       |
| 1961                                     | 1982              | Hubert Ruffe                        | PCF                      | Ouvrier agricole puis employé Député (1962-1968 et 1973-1981) Conseiller régional (1974-1981) Conseiller général du Canton de Lavardac (1951-1958) |
| 1982                                     | 1988 (décès)      | Daniel Castaing                     | PS                       | Maire du Mas-d'Agenais (1977-1988) |
| 1988                                     | 2008              | Jean-Louis Confolent                | UDF puis UMP             | Docteur vétérinaire Député suppléant de Michel Diefenbacher (2002-2007) Maire du Mas-d'Agenais de 2001 à 2008                                      |
| 2008                                     | 2015              | Jean-Luc Barbe                      | DVG                      | Médecin généraliste au Mas-d'Agenais |
| Les données manquantes sont à compléter. |                   |                                     |                          | |

### Conseillers d'arrondissement (de 1833 à 1940)
| Période                                  | Période      | Identité             | Étiquette    | Qualité |
| ---------------------------------------- | ------------ | -------------------- | ------------ | --- |
| 1833                                     | 1848         | Jean Dèche           |              | Maire de Calonges (1830-1848 et 1852-1870)                                                                  |
|                                          |              |                      |              | |
|                                          | 1883         | M. Dedieu de Samazan | Républicain  | |
| 1883                                     | 1889         | M. Dheur             | Bonapartiste | |
| 1889                                     | 1895         | M. Tréjaud           | Républicain  | |
| 1895                                     |              | M. Faure             | Républicain  | |
|                                          |              |                      |              | |
| 1919                                     | 1925         | M. Dupuy             | Républicain  | |
| 1925                                     | 1931         | Gaston Arassus       | Radical      | Maire de Lagruère                                                                                           |
| 1931                                     | 1936 (décès) | François Laborde     | Radical      | Tailleur, maire de Calonges                                                                                 |
| 8 mars 1936                              | 1940         | Rémy Arpoulet        | PC-SFIC      | Cultivateur, maire de Fourques-sur-Garonne                                                                  |
| 1940                                     |              |                      |              | Les conseils d'arrondissement ont été suspendus par la loi du 12 octobre 1940 et n'ont jamais été réactivés |
| Les données manquantes sont à compléter. |              |                      |              | |

## Composition
Le canton du Mas-d'Agenais groupait 9 communes et comptait 6 300 habitants (population municipale au 1er janvier 2010).
| Communes             | Population (2012) | Code postal | Code Insee |
| -------------------- | ----------------- | ----------- | ---------- |
| Calonges             | 589               | 47430       | 47046      |
| Caumont-sur-Garonne  | 627               | 47430       | 47061      |
| Fourques-sur-Garonne | 1 238             | 47200       | 47101      |
| Lagruère             | 341               | 47400       | 47130      |
| Le Mas-d'Agenais     | 1 427             | 47430       | 47159      |
| Sainte-Marthe        | 498               | 47430       | 47253      |
| Samazan              | 852               | 47250       | 47285      |
| Sénestis             | 201               | 47430       | 47298      |
| Villeton             | 527               | 47400       | 47325      |

## Démographie
| 1962  | 1968  | 1975  | 1982  | 1990  | 1999  | 2006  | 2010  | - |
| ----- | ----- | ----- | ----- | ----- | ----- | ----- | ----- | - |
| 5 296 | 5 612 | 5 222 | 5 347 | 5 568 | 5 741 | 6 073 | 6 300 | - |